# Юргино
Юргино (рос. Юргино) — присілок в Ленському районі Архангельської області Російської Федерації.
Населення становить 23 особи. Входить до складу муніципального утворення Сафроновське поселення.

## Історія
Від 2004 року входить до складу муніципального утворення Сафроновське поселення.

## Населення
| 2002 | 2010 | 2012 |
| ---- | ---- | ---- |
| 26   | ↘20  | ↗23  |